# William Fichtner
William Edward Fichtner (sinh ngày 27 tháng 11 năm 1956) là một diễn viên người Mỹ. Ông được biết đến với vai trò Cảnh sát trưởng Tom Underlay trong phim Invasion, như Alexander Mahone trong phim Vượt ngục và như Ken Rosenberg trong video game Grand Theft Auto: Vice City và Grand Theft Auto: San Andreas.

## Cuộc sống cá nhân
Fichtner được sinh ra tại căn cứ không quân Mitchel ở East Meadow, New York, và lớn lên ở Cheektowaga, New York, là con trai của Patricia A. (nhũ Steitz) và William E. Fichtner.

## Sự nghiệp
Fichtner bắt đầu sự nghiệp diễn xuất bằng vai diễn Josh Snyder trong As the World Turns vào năm 1987. Các phim William Fichtner đóng bao gồm Contact, Heat, Armageddon, Go, Equilibrium, Black Hawk Down, The Perfect Storm, The Longest Yard, Crash, Ultraviolet và The Dark Knight.
Fichtner lồng tiếng cho nhân vật Ken Rosenberg trong trò chơi video Grand Theft Auto: Vice City và Grand Theft Auto: San Andreas; năm 2011, ông nhận lồng tiếng cho nhân vật Sandman trong game Call of Duty: Modern Warfare 3. Từ năm 2005 đến năm 2006, Fichtner cũng đóng vai chính trong bộ phim khoa học viễn tưởng Invasion trong vai Cảnh sát trưởng Tom Underlay. Sau khi phim Invasion hết, Fichtner được chọn vào vai Đặc vụ Alexander Mahone trong phần hai, phần ba và phần bốn (2006-2009) phim Vượt ngục. Cuối năm đó, William cũng nhận Giải Sao Thổ cho nam diễn viên chính truyền hình xuất sắc nhất.
Bộ phim mới nhất William tham gia là phim hài tâm lý Date Night, bộ phim này đã được khởi chiếu tại Việt Nam với tựa đề Đêm hẹn nhớ đời.
Năm 2011, Fichtner sẽ tỏa sáng trong phim Patrick Lussier's Drive Angry.

## Các vai diễn phim điện ảnh và phim truyền hình
| Năm  | Tên phim                            | Vai diễn                       | Thông tin chi tiết                                              |
| ---- | ----------------------------------- | ------------------------------ | --------------------------------------------------------------- |
| 1987 | As the World Turns                  | Josh Snyder                    |                                                                 |
| 1989 | Baywatch                            | Howard Ganza                   |                                                                 |
| 1992 | Malcolm X                           | Police in the Harlem Station   |                                                                 |
| 1994 | Grace Under Fire                    | Ryan                           |                                                                 |
| 1995 | Virtuosity                          | Wallace                        |                                                                 |
| 1995 | Reckless                            | Rachel's Father                |                                                                 |
| 1995 | Strange Days                        | Dwayne Engelman                |                                                                 |
| 1995 | Heat                                | Roger Van Zant                 |                                                                 |
| 1995 | High Lonesome                       | Sheriff                        |                                                                 |
| 1995 | Underneath                          | Tommy Dundee                   |                                                                 |
| 1996 | Albino Alligator                    | Law                            |                                                                 |
| 1997 | Contact                             | Kent                           |                                                                 |
| 1997 | Switchback                          | Chief Jack McGinnis            |                                                                 |
| 1998 | Armageddon                          | Colonel William Sharp          |                                                                 |
| 1999 | Go                                  | Burke                          |                                                                 |
| 1999 | The Settlement                      | Jerry                          |                                                                 |
| 2000 | The Perfect Storm                   | David "Sully" Sullivan         |                                                                 |
| 2000 | Drowning Mona                       | Phil Dearly                    |                                                                 |
| 2000 | Passion of Mind                     | Aaron                          |                                                                 |
| 2000 | Endsville                           | Prince Victor                  |                                                                 |
| 2001 | Pearl Harbor                        | Danny's Father                 |                                                                 |
| 2001 | Black Hawk Down                     | Trung sĩ Nhất Jeff Sanderson   |                                                                 |
| 2001 | What's the Worst That Could Happen? | Detective Alex Tardio          |                                                                 |
| 2002 | MDs                                 | Bruce Kellerman                |                                                                 |
| 2002 | Julie Walking Home                  | Henry                          |                                                                 |
| 2002 | Grand Theft Auto: Vice City         | Ken Rosenberg                  | Video game - người lồng tiếng (lồng tiếng cho Willian Fichtner) |
| 2002 | Equilibrium                         | Jürgen                         |                                                                 |
| 2004 | Crash                               | Flanagan                       |                                                                 |
| 2004 | The West Wing                       | Justice Christopher Mulready   |                                                                 |
| 2004 | Grand Theft Auto: San Andreas       | Ken Rosenberg                  | Video game - người lồng tiếng (lồng tiếng cho Bill Fichtner)    |
| 2005 | The Moguls                          | Otis                           |                                                                 |
| 2005 | Invasion                            | Tom Underlay                   |                                                                 |
| 2005 | Nine Lives                          | Andrew                         |                                                                 |
| 2005 | The Chumscrubber                    | Dr. Bill Stifle                |                                                                 |
| 2005 | Empire Falls                        | Jimmy Minty                    |                                                                 |
| 2005 | The Longest Yard                    | Captain Knauer                 |                                                                 |
| 2005 | Mr. & Mrs. Smith                    | Dr. Wexler, marriage counselor | Voice - uncredited                                              |
| 2006 | Ultraviolet                         | Garth                          |                                                                 |
| 2006 | Vượt ngục (Season 2-4)              | Alexander Mahone               | Đặc vụ FBI đặc biệt                                             |
| 2007 | Blades of Glory                     | Darren MacElroy                |                                                                 |
| 2007 | First Snow                          | Ed                             |                                                                 |
| 2008 | The Dark Knight                     | Bank Manager                   |                                                                 |
| 2008 | Turok                               | Logan                          | Video game - người lồng tiếng                                   |
| 2009 | Entourage                           | Phil Yagoda                    | Tập phim: Berried Alive, Give a Little Bit                      |
| 2010 | Date Night                          | D.A. Frank Crenshaw            |                                                                 |
| 2010 | The Big Bang                        | Detective Poley                |                                                                 |